# Aseraggodes lateralis
Aseraggodes lateralis är en fiskart som beskrevs av Randall 2005. Aseraggodes lateralis ingår i släktet Aseraggodes och familjen tungefiskar. Inga underarter finns listade i Catalogue of Life.